# آزادراه ام۸۹۸
آزادراه ام۸۹۸ (به انگلیسی: M898 motorway) یک آزادراه در کشور اسکاتلند است.
این آزادراه که از شهر ارسکین قرار دارد، ۰.۸ کیلومتر (۰.۵ مایل) مسافت دارد.